# Euaresta regularis
Euaresta regularis es una especie de insecto del género Euaresta de la familia Tephritidae del orden Diptera.

## Historia
Norrbom la describió científicamente por primera vez en el año 1993.